# 撞死了一只羊
《撞死了一隻羊》（藏語：ལག་དམར་）是藏族導演萬瑪才旦執導的2018年西藏劇情片，王家衛監製，由藏族演員金巴、更登彭措、索朗旺姆演出。劇情改編自次仁羅布短篇小說《殺手》和導演本人的短篇小說《撞死了一隻羊》，講述一個關於復仇和救贖的故事。
該片入圍第75屆威尼斯影展地平線競賽單元。於2018年9月4日在威尼斯影展作世界首映，並奪得地平线单元的最佳劇本獎。

## 劇情簡介
在一條橫穿西藏荒涼平原的孤立的道路上，一名意外撞到綿羊的卡車司機金巴偶然遇到一名年輕的搭便車者金巴。在談話的過程中，卡車司機注意到他的新朋友的一把銀色匕首繫在他的腿上，並得知這個同名之人想要殺死一個20年前杀害他父亲的人。在離開他的十字路口之後，卡車司機意識到與他共度的短暫時間已經改變了一切，他們的命運無情地交織在一起。

## 主演
- 金巴飾 司機金巴
- 更登彭措飾 殺手金巴
- 索朗旺姆飾 酒馆老闆娘

## 幕後工作人員
- 監製：王家衛
- 導演：萬瑪才旦
- 編劇：萬瑪才旦
- 攝影：呂松野
- 剪接：張叔平、金鏑、西多傑
- 原創音樂：林強，許志遠
- 美術設計：旦增尼瑪
- 製作公司：澤東電影有限公司

## 獎項紀錄

### 第75屆威尼斯影展
| 年份   | 獲提名   | 獎項       | 結果 |
| ------ | -------- | ---------- | ---- |
| 2018年 | 萬瑪才旦 | 地平線獎   | 提名 |
| 2018年 | 萬瑪才旦 | 最佳劇本獎 | 獲獎 |

### 第55屆金馬獎
| 年份   | 獲提名   | 獎項         | 結果 |
| ------ | -------- | ------------ | ---- |
| 2018年 | 萬瑪才旦 | 最佳導演     | 提名 |
| 2018年 | 萬瑪才旦 | 最佳改編劇本 | 提名 |

## 外部連結
- 互联网电影数据库（IMDb）上《撞死了一只羊》的资料（英文）
- 豆瓣电影上《撞死了一只羊》的資料 （简体中文）